# Palacio Real de Oslo
El Palacio Real es la residencia oficial de los reyes de Noruega en Oslo. Fue construido en el siglo XIX, entre 1823 y 1848, con planta en forma de C, donde el lado central es más ancho y contiene un cuerpo central saliente hacia ambos lados. Es obra del arquitecto Hans Linstow, quien lo proyectó para Carlos XIV Juan de Suecia, rey de Suecia y Noruega, que tras alcanzar el poder en 1818 quiso construirse un palacio en Oslo.
El edificio, de tres alturas, incluye una capilla y un salón de baile. Posee una habitación llamada Sala de los Pájaros que posee pinturas de aves en las paredes. Tras la independencia de Noruega en 1905 el palacio, que no había sido demasiado utilizado por los reyes suecos, pasó a ser patrimonio de la Casa Real noruega, que actualmente lo utiliza como lugar de trabajo y de residencia de los reyes.

## Historia
Hasta la finalización del palacio, la realeza noruega residía en Paléet, un magnífico palacete en Oslo que el rico mercante Bernt Anker legó al Estado en 1805 para ser residencia real. Durante los últimos años de unión con Dinamarca, Paléet fue usado por los virreyes de Noruega, y en 1814 por el primer rey tras la independencia de Noruega, Christian Frederick. El rey Carlos XIV Juan de la dinastía Bernadotte residió en el palacio cuando era príncipe (1814-1818) y más tarde, como rey en sus frecuentes visitas a la capital noruega.

### Construcción
El rey Carlos Juan eligió esta zona como lugar de residencia real en el lado occidental de Oslo en 1821 y financió el proyecto del arquitecto inexperto, el danés Hans Linstow, para la construcción del edificio. El Parlamento de Noruega aprobó pagar el coste de la construcción con bonos del gobierno. Las obras comenzaron en 1824, y el 1 de octubre de 1825, el rey Carlos XIV Juan puso la primera piedra bajo al altar de la futura capilla palacial. Linstow planeó que el edificio tuviera dos plantas con alas a ambos lados de la fachada principal.
El coste del palacio se vio incrementado, y las obras se paralizaron en 1827, que volvieron a activarse en 1833. Mientras tanto, el Parlamento se negó a pagar más subvenciones como un acto de rechazo contra los esfuerzos impopulares del rey para establecer una unión más estrecha entre sus dos reinos, Noruega y Suecia. En 1833, Linstow rediseñó el proyecto sin la construcción de las alas, pero serían compensadas con una tercera planta. Tras la mejora de relaciones entre el rey y el Parlamento, este último subvencionó los costes para finalizar el edificio. El tejado fue terminado en 1836 y los interiores se completaron a finales de la década de 1840.

### Dinastía Bernadotte

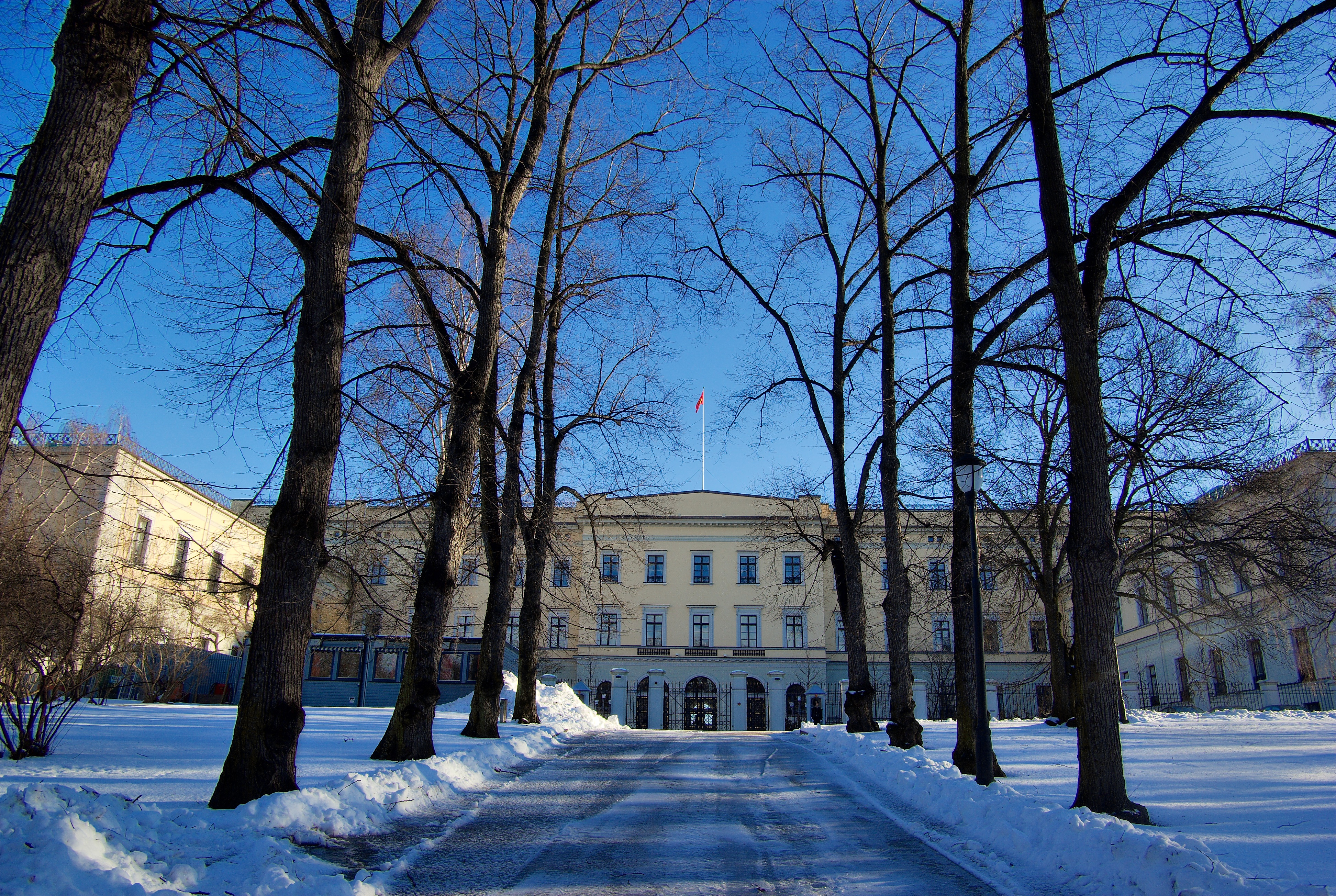
Vista trasera del palacio en invierno.

El rey Carlos Juan nunca residió en el palacio y murió en 1844, por lo que los primeros ocupantes fueron su hijo Óscar I y su esposa Josefina. El edificio pronto se le hizo pequeño a la familia real, y se ampliaron las alas que daban al jardín. Antes de la inauguración oficial en 1849, la columnata central que fue eliminada del proyecto en 1833, fue finalmente construida y el tejado provisional fue reemplazado por otro más elegante y costoso.
Los siguientes reyes de la dinastía Bernadotte, Carlos IV y Óscar II continuaron usando el palacio como residencia real en Oslo, pero pasaron la mayor parte del tiempo en Estocolmo. La esposa del rey Óscar, Sofía de Nassau, prefirió pasar los veranos en Noruega, pero se hospedó principalmente en la mansión de Skinnarbøl, cerca de la frontera sueca, debido a su salud. Óscar II dejó de visitar el palacio desde 1905, tras la disolución de la unión con Suecia, aunque su hijo, el entonces príncipe Gustavo, hizo dos breves visitas en sus vanos intentos por salvar la unión.

### Residencia real permanente
La dinastía Bernadotte renunció al trono noruego en 1905 y fue ocupado por el príncipe Carlos de Dinamarca, quien tomó el nombre de Haakon VII cuando aceptó su elección como rey de la Noruega independiente. Haakon se convirtió en el primer monarca en usar el palacio permanentemente, por lo que tuvo que remodelarse dos años antes de que él, su esposa, la reina Maud, y el príncipe heredero Olav pudieran instalarse. El rey Haakon también fue el que introdujo en 1905 las reuniones semanales con el Consejo de Estado, una tradición que se ha mantenido hasta la actualidad, y que se celebra en la Cámara del Consejo donde está situado el trono real.

### Modernización y acceso público
Durante el reinado y residencia del rey Olav V entre 1954 y 1991, hubo poco presupuesto para renovar el edificio, algo muy necesario entonces. El rey Olav residió mayormente en Skaugum y en Bygdøy, pero regresó al palacio en 1968 cuando regaló la finca de Skaugum a su hijo, el entonces príncipe Harald y su esposa la princesa Sonia, como regalo de bodas. Después de la ascensión al trono de Harald V, comenzó la renovación del palacio. Las mejoras y restauraciones, llevadas a cabo por el Estado, incluyeron nuevos sistemas de alarma de incendios y la construcción de baños y cocinas. El rey fue criticado por la cantidad de dinero que necesitó para remodelar el palacio. Cuando concluyeron las obras, el rey y la reina regresaron en 2001 y la residencia de Skaugum fue ocupada por el príncipe heredero Haakon y su familia.
El palacio, como todas las residencias reales de Noruega, está custodiado por la Guardia Real. El acceso público comenzó en 2002.

## Establos de la Reina Sonia
En 2017, los antiguos establos del palacio se renovaron y se convirtieron en un espacio artístico multiusos llamado en noruego Dronning Sonja KunstStall, en honor a la reina consorte Sonia. El edificio se usa como galería de arte, museo y sala de conciertos y está abierto al público.